# 思い出 (ドルドラ)
思い出（おもいで：原題：Souvenir for Violin & Piano）はフランティシェク・ドルドラのヴァイオリンとピアノのための小作品。1904年の作。
Quietly not too quick
ニ長調。4分の3拍子。優美で繊細なヴァイオリンの旋律で日本国内でも有名。ピアノの緩い5度和音の序奏の後、ヴァイオリンがアルペジョを基にした主題を奏でる。
中間部はヴァイオリンの重音が印象的。フラジオレットをうまく使った甘い展開部。再現部のあとのコーダでは左手ピチカートでD音を鳴らす。ヴァイオリンの技巧におぼれない演出が品位ある効果を出している。
日本における演奏(録音)のもっとも早い例として、1933年にわずか13歳の諏訪根自子がコロムビアレコードにSPレコードで録音を残している。